# Royalsegel
Das Royalsegel – oder Royal – ist ein an der Royalrah angeschlagenes (befestigtes) Rahsegel, das über dem Bramsegel gefahren wird. Übersetzt hieße es „Königssegel“, wobei dieser Ausdruck nicht benutzt wird, hingegen ist die Kurzform „Royal“, ausgesprochen „Roil“, gängig. Hat ein Rahsegler einfache Mars- und Bramsegel, ist das Royal das vierte Rahsegel von unten in der Takelung, bei geteilten Marssegeln das fünfte und bei geteilten Mars- und Bramsegeln das sechste.
Hatte ein Rahsegler geteilte Mars-, aber einfache Bramsegel, war es manchmal schwierig festzustellen, ob das Schiff einfache Bramsegel und Royals oder geteilte Bramsegel ohne Royals (Jubiläumsrigg) führte. Bei den einfachen, sehr großen Marssegeln und geteilten Bramsegeln war das fünfte Segel immer das Royalsegel.

## Sky- und Mondsegel
Über dem Royalsegel wurde an manchen, vor allem US-amerikanischen Rahschiffen, noch das Himmelssegel (Skysegel) geführt. Beispielsweise die deutsche Fünfmastbark Maria Rickmers und ihre Reedereischwester, das Viermastvollschiff Peter Rickmers, hatten Skysegel.
Als letzte Rah (in ganz seltenen Fällen bei Großseglern, zum Beispiel bei einigen Klippern) gab es noch das Mondsegel (engl. moon sail).
Sky- und Mondsegel trugen zur Segelenergie nur wenig bei.